# Xanthopimpla clavata
Xanthopimpla clavata är en stekelart som beskrevs av Krieger 1914. Xanthopimpla clavata ingår i släktet Xanthopimpla och familjen brokparasitsteklar. Inga underarter finns listade i Catalogue of Life.